# Oliwia
Oliwia – imię żeńskie pochodzenia łacińskiego, etymologicznie powiązane z pospolitym wyrazem oliva, „drzewo oliwne, owoc oliwki, oliwka”. Znane było w starożytności. Istnieją dwie patronki tego imienia w Kościele katolickim, jednak właściwe brzmienie ich imienia nie jest pewne – w przypadku jednego z nich Oliwia występuje przemiennie z Oliwą, w innym – z Libią (Libą) na skutek późnołacińskiej wymowy Olibia. Niektóre źródła wskazują, że jest to imię pochodzenia literackiego, wymyślone przez Williama Szekspira na potrzeby komedii Wieczór Trzech Króli, lub co chcecie.
Do lat 70. XX w. nie była imieniem popularnym w Polsce, imię nadano 34 razy: nie uwzględnił imienia przewodnik onomastyczno-hagiograficzny Twoje imię, nie została ujęta w żadnym wydaniu książki Skarbczyk imion Donata Chruścickiego. Zyskała na popularności w kolejnych dekadach. Początek mody i skokowy wzrost liczby nadań tego imienia przypadł na dekadę lat 80. z 518 przypadkami. W kwietniu 1994 roku w Polsce żyło 3673 Oliwii. Wśród imion nadanych nowo narodzonym dzieciom Oliwia w 2017 r. zajęła 11. miejsce w grupie imion żeńskich, natomiast w latach 2022 i 2023 – 7. miejsce. W całej populacji Polek Oliwia zajmowała w 2017 r. 54. miejsce (125 837 nadań). Imię zyskuje na popularności; w styczniu 2024 r. w rejestrze PESEL, wśród publicznie dostępnych danych dotyczących osób żyjących, wykazano 159 830 kobiet o imieniu Oliwia nadanym jako imię pierwsze (45. miejsce) oraz 29 484 kobiety noszące imię Oliwia jako imię drugie. W styczniu 2025 roku imię zajmowało 43. miejsce z 163329 nadaniami. Dla porównania, najczęściej nadane jako imię pierwsze – Anna, nosi 1 072 616 osób.
W USA w 2003 roku imię Olivia weszło do pierwszej piątki najczęściej nadawanych imion żeńskich, następnie w latach 2019–2023 było najczęściej wybieranym imieniem żeńskim.
Za męskie odpowiedniki uważane są: Oliwiusz, a według innego źródła starofrancuskie imię Oliwer (Oliwier).
Oliwia imieniny obchodzi 5 marca, 18 kwietnia i 15 czerwca.

## Imię Oliwia w innych językach[19]
- łacina – Oliva, Olivia
- angielski – Olive, Olivia
- czeski – Olivie
- francuski – Olive, Olivia
- hiszpański – Oliva, Oliv
- niemieckl – Oliva, Olivia
- rosyjski – Olivija
- słowacki – Olivia, Oliva
- słoweński – Olivija
- włoski – Olivia

## Osoby o imieniu Oliwia

### Święte i błogosławione Kościoła katolickiego
- św. Oliwia (Oliwa) z Brescii – męczennica
- św. Oliwa z Anagni – dziewica
- św. Oliwa z Palermo – męczennica
- św. Oliwia (Libia) – męczennica razem ze św. Eutropią i Leonidą.

### Inne osoby
- Olivia – z zespołu muzycznego G-Unit, który założył 50 Cent
- Olivia Addams – rumuńska piosenkarka
- Olivia Trappeniers – belgijska piosenkarka
- Olivia d’Abo – brytyjska aktorka i piosenkarka
- Olivia Hallinan – brytyjska aktorka
- Olivia de Havilland – aktorka amerykańska
- Olivia Holt – amerykańska aktorka i piosenkarka
- Oliwia Jabłońska – polska pływaczka
- Oliwia Kiołbasa – polska mistrzyni szachowa
- Olivia Lufkin – piosenkarka amerykańsko-japońska
- Olivia Newton-John – australijska piosenkarka
- Olivia Rodrigo – amerykańska aktorka i piosenkarka
- Olivia Rogowska – australijska tenisistka pochodzenia polskiego
- Olivia Ruiz – francuska wokalistka
- Oliwia Spiker – polsko-niemiecka bokserka
- Olivia Wilde – aktorka amerykańska
- Olivia Williams – brytyjska aktorka.